# Azáleás-völgy
Az Azaleás-völgy a zalaegerszegi Alsóerdő botanikailag védett területe.
Fatalin Gyula vezetésével a Jeli arborétum példájára hozták létre egy átjárhatatlan akácosból. 
A hatvanas-hetvenes években egzóta növényeket telepítettek be kísérleti jelleggel a sajátos mikroklímájú völgybe. Elsősorban Jeliből szerezték be a csemetéket. A hegyvidéki hangulatot árasztó környezetben a gyűjtemény később arborétum jellegűvé vált.
A völgyben megtalálható a kolorádói jegenyefenyő, mamutfenyő, szerbluc, szitkaluc, európai és japán vörösfenyő, simafenyő, kaukázusi jegenyefenyő, zöld- és kékduglász, valamint különböző tuják.
Szép látvány a tavasszal virágba boruló azálea-gyűjtemény, amelyről a  völgy a nevét is kapta (rododendron: havasszépe). 
Az Azáleás-völgy mellett Kígyó-, illetve Róka-völgynek nevezett 24 hektáros területen még számos betelepített fafajta ad arborétum jelleget a vidéknek.
Szabadon látogatható.